# Голгофа
31°46′43″ пн. ш. 35°13′46″ сх. д. / 31.778611111111° пн. ш. 35.229444444444° сх. д.

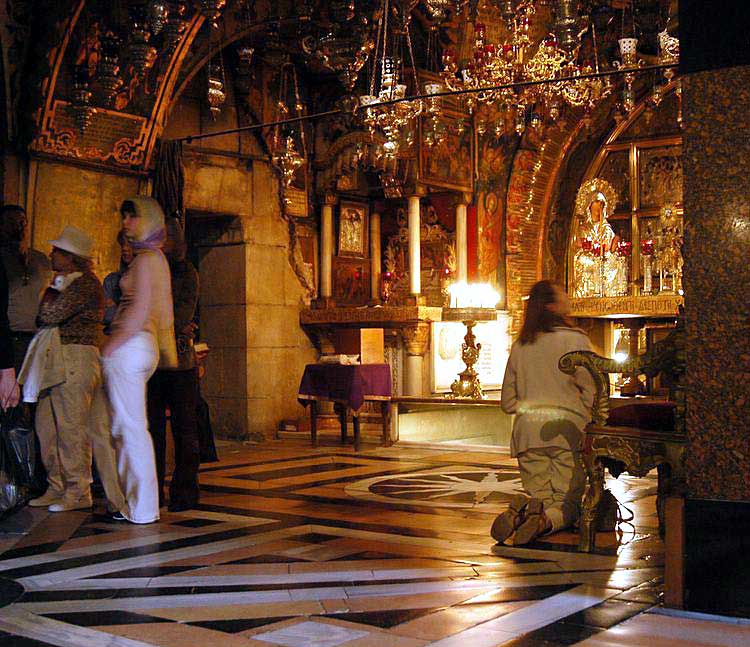
Місце, яке традиційно вважається місцем страти Христа із Храмом Гробу Господнього

Голго́фа або Ґолґо́та[відсутнє в джерелі] (грец. Γολγοθᾶ від арамейського Gûlgaltâ — череп), або Кальварія — пагорб, на якому розіп'яли Ісуса Христа. За описами, це місце було поблизу Єрусалима, проте його точне розташування невідоме.
Місце страти злочинців у стародавніх євреїв. У християнстві стає символом мук, страждань.

## Згадки. Опис
Голгофа згадана у всіх чотирьох канонічних Євангеліях:
Євангелія від Матвія 27:33-34
І, прибувши на місце, що зветься Голгофа , цебто сказати Череповище, дали Йому пити вина…
Євангелія від Марка 15:22
І Його привели на місце Голгофу, що значить Череповище.
Євангелія від Луки 23:33
А коли прибули на те місце, що звуть Череповище, розп'яли тут Його…
Євангелія від Івана 19:17
І, нісши Свого хреста, Він вийшов на місце, Череповищем зване, по-гебрейському Голгофа.
Євангелія від Луки не дає місцевої, тобто арамейської, назви Голгофи. Євангелія від Івана дещо збиває з пантелику, вказуючи, що слово «Голгофа» означає «череповище» по-гебрейському. Це потрібно трактувати як «мовою євреїв», якою на той час була арамейська.

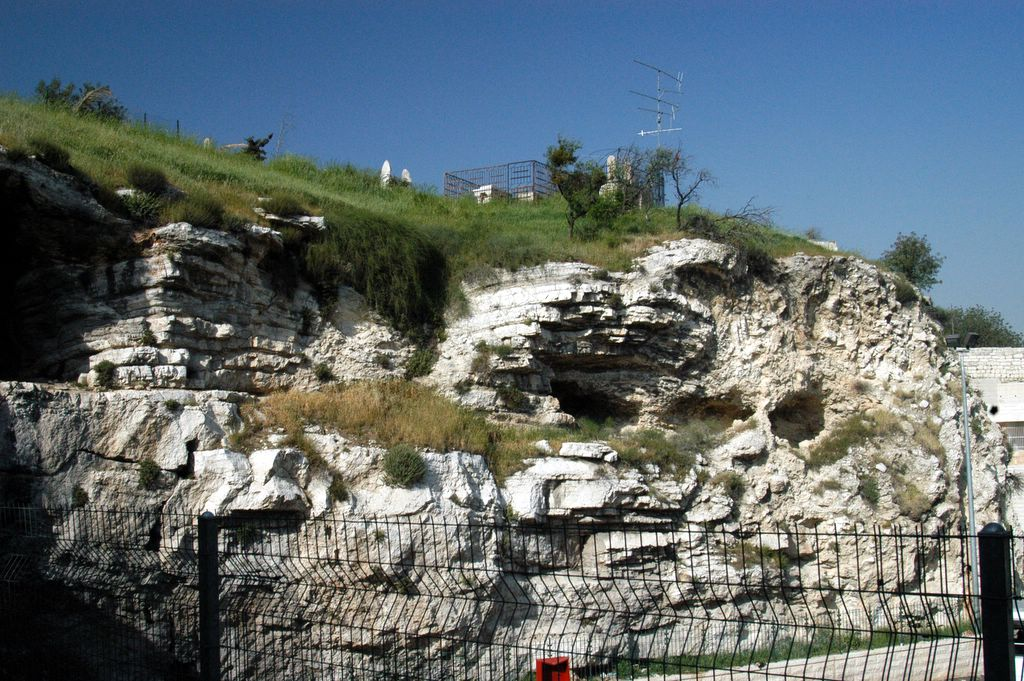
Інше місце, яке теж вважають Голгофою, Східний Єрусалим біля Садової Могили.

В Новому Заповіті вказано, що Голгофа була неподалік від Єрусалима (Івана 19:20) за стінами міста (Євреям 13:12). Згідно з єврейськими звичаями, страчених ховали неподалік місця страти, тому пагорб біля Гробу Господнього з великою імовірністю можна вважати місцем розп'яття Христа.
Римський імператор Костянтин Великий збудував у 326 — 335 роках Храм Гробу Господнього на місці, яке на той час вважалося місцем поховання Ісуса, неподалік Голгофи. Відповідно до християнської легенди, Гріб Господній і Справжній Хрест віднайшла імператриця Олена, мати Костянтина, 325 року. Храм розташований у межах Старих стін міста Єрусалима, проте Святе Поховання, можливо, в ті часи було зовні. Усередині храму є рештки скелі приблизно 5 м заввишки, які вважаються залишками Голгофи. Цю церкву визнає місцем поховання Ісуса більшість істориків, а невеличку скелю всередині — залишками Голгофи, що вказують її колишнє розташування.

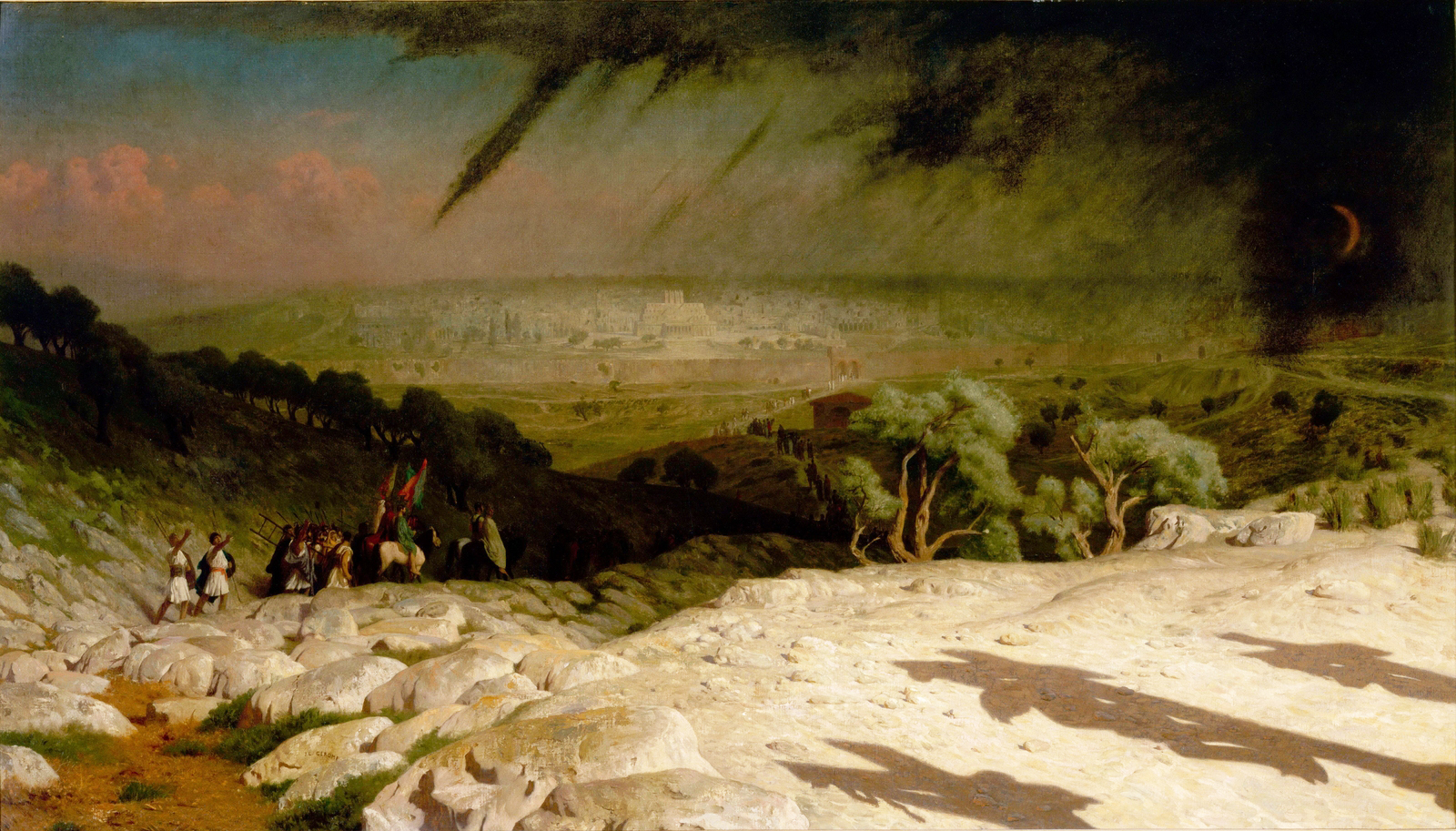
Єрусалим (Здійснилось!), Жан-Леон Жером 1867

Провівши деякий час у Палестині у 1882-83 роках, Чарлз-Джордж Ґордон висловив припущення про інше місце розташування Голгофи. Садова Могила, розташована на північ від Гробу Господнього за сучасними Дамаскськими воротами, має поховання точно датовані Візантійським періодом. У Саду є скеля з двома великими заглибленнями, схожими на очі черепа (за давньою християнською легендою череп Адама поховано саме на Голгофі).